# Rav Maskil
Il Rav Maskil, o comunemente Maskil (ebr. מַשְׂכִּיל), è una figura religiosa ebraica con capacità, ruoli e compiti definiti all'interno della comunità del popolo ebraico; il termine Maskil può essere tradotto letteralmente nel significato di Sapiente.
Anche se oggi il termine Maskil ha assunto un significato comune per definire un tipo di studioso della Bibbia ebraica, alcuni definiscono Maskil colui che conosce i segreti (sull'origine del termine cfr. anche Libro di Ester e Meghillah).
Il termine è attualmente usato soltanto in Italia. Tale termine non viene più usato per indicare nessun ruolo pratico nel resto dell'ebraismo mondiale.

## Preparazione usuale
Generalmente il Maskil possiede conoscenza della lingua ebraica e aramaica, scritta e parlata; deve sapersi orientare nella comprensione della Torah e del Tanakh; ha conoscenza della letteratura esegetica tradizionale, conosce la storia ebraica e il pensiero ebraico; ha preparazione sulla Mishnah ed il Talmud, l'Halakhah, lo Shulchan Arukh ed il diritto matrimoniale. La figura del Maskil ha compiti prevalentemente liturgici e di insegnamento.
Normalmente il titolo di Maskil viene conseguito dopo la frequenza regolare e continua dei corsi di studio con numerose ore settimanali e dopo aver superato sia gli esami annuali che un esame finale. Il riconoscimento di tale nomina avviene secondo il giudizio di un consiglio di rabbini: così conseguita è definita di primo livello, cronologicamente precedente alla Semikhah rabbinica.

### Ruolo e funzioni
Le sue funzioni sono quelle di gestione della sinagoga, insegnamento, matrimoni, funerali, conferenze, occuparsi delle necessità religiose del pubblico della propria comunità, rispondere a domande Halakhiche. Non può far parte di un tribunale rabbinico, stabilire l'Halakhah, quindi neanche convertire né essere rabbino capo.